# Heikki H. Herlin
Heikki Hugo Herlin, född 7 februari 1901 i Helsingfors, död 21 augusti 1989 i Kyrkslätt, var en finländsk industriman. Han var son till Harald Herlin och far till Pekka Herlin. 
Herlin diplomingenjör 1924, var verkställande direktör för Kone Oy 1932–1964 och styrelseordförande 1941–1987. Företaget satsade under hans ledning på tillverkning av hissar, kranar och andra transportanordningar, produkter som ingick i krigsskadeståndet och även därefter var efterfrågade inom den så kallade östhandeln. Herlin hade omfattande kulturella intressen, vilket yttrade sig bland annat i grundandet av Konestiftelsen till främjandet av vetenskaplig forskning 1956. Honom själv stod genealogin och den personhistoriska forskningen nära om hjärtat. Han tilldelades bergsråds titel 1953.